# Ruby (film, 1992)
 (décembre 2023).
Pour plus de détails, voir Fiche technique et Distribution.
Ruby est un film américain de John Mackenzie sorti en 1992.

## Fiche technique
- Titre original et français : Ruby
- Réalisation : John Mackenzie
- Scénario : Stephen Davis
- Musique : John Scott
- Photographie : Phil Méheux
- Montage : Richard Trevor
- Production : Steve Golin
- Sociétés de production : Propaganda Films, PolyGram Filmed Entertainment, Kuzui Enterprises
- Société de distribution : Triumph Releasing Corporation (États-Unis), PolyGram Filmed Entertainment (International)
- Pays d'origine :  États-Unis
- Langue : Anglais
- Format : Couleur (Deluxe) - 35 mm - 1,85:1 - son Dolby stéréo
- Genre : Drame
- Durée : 110 minutes
- Dates de sortie :
  - États-Unis : 27 mars 1992
  - France : 29 juillet 1992

## Distribution
- Danny Aiello (VF : Alain Dorval) : Jack Ruby
- Sherilyn Fenn (VF : Caroline Beaune) : Sheryl Ann DuJean (Candy Cane)
- Tobin Bell (VF : Jean-François Kopf) : David Ferrie
- Joseph Cortese (VF : Patrick Floersheim) : Louis Vitali
- Arliss Howard (VF : Michel Papineschi) : Maxwell
- Richard C. Sarafian (VF : André Valmy) : Proby
- Leonard Termo (VF : Jacques Deschamps (acteur)) : Tony Ana
- David Duchovny  : J. D. Tippit
- Carmine Caridi (VF : Jean Michaud) : Sam Giancana
- Marc Lawrence (VF : René Lafleur) : Santos Alicante
- Joe Viterelli (VF : René Morard) : Joseph Valachi
- John Roselius (VF : Jean Lescot) : le détective Smalls
- Willie Garson : Lee Harvey Oswald